# Sint-Pauluskerk (Valkenswaard)
De Sint-Pauluskerk was een parochiekerk in de Valkenswaardse wijk Het Gegraaf, gelegen aan de Kerstroosstraat.

## Geschiedenis
De wijk werd gebouwd in de jaren '60 van de 20e eeuw. In 1966 werd besloten een nieuwe parochie te stichten, die werd afgescheiden van de Sint-Jozefparochie.
De Sint-Pauluskerk werd ingewijd op Paasdag 1969. Architect was Jan Strik. Het betrof een multifunctioneel complex, waarin onder meer vergaderzalen waren opgenomen. Naderhand werd er een kindercrèche gevestigd en kwam er een ontmoetingsruimte met een biljart. De eerste pastoor was van Weert; de tweede was de Vries. De ontkerkelijking leidde ertoe dat de drie parochies in Valkenswaard-noord moesten fuseren. In 1989 was de fusie een feit, en zowel de Sint-Pauluskerk als de Sint-Jozefkerk werden afgestoten. De Sint-Antoniuskerk bleef voorlopig de parochiekerk van de nieuwe parochie Valkenswaard-Noord.
Het multifunctionele kerkgebouw ging verder als wijkgebouw met de naam De Graver. De kerkruimte heeft een horecabestemming gekregen.